# Las Terrenas
Las Terrenas ist eine touristisch bedeutende Ortschaft der Provinz Samaná im Nordosten der Dominikanischen Republik.
Das ehemalige Fischerdorf ist seit den 1990er Jahren zu einem internationalen Reiseziel mit Hotels, Restaurants und Diskotheken sowie Tauchschulen und ähnlichen Sportclubs aufgestiegen. Jedoch hat die relativ abgeschiedene Lage der Ortschaft, die nur über zwei kurvenreiche Provinzstraßen entweder von Sánchez oder Samaná aus per Auto zu erreichen war, ihre Entwicklung gebremst.
Seit November 2006 ist Las Terrenas über den internationalen Flughafen El Catey in der Nähe von Sánchez besser erreichbar; allerdings haben Air Berlin/LTU und Condor diesen Flughafen im Jahre 2010 wieder aus ihrem Flugplan gestrichen. Eine Erleichterung für den Autoverkehr stellt die im Oktober 2011 eingeweihte kostenpflichtige Schnellstraße „Boulevard del Atlántico“ dar. Sie verbindet den Ort mit dem Flughafen El Catey und der Autostraße nach Santo Domingo (Autopista Papa Juan Pablo II).
Las Terrenas ist heute ein internationaler Ort. Neben der inländischen Bevölkerung leben hier Menschen aus rund 40 Ländern, insbesondere Haitianer und Franzosen, die in der Geschichte der Ortschaft seit jeher eine bedeutende Rolle spielten.

## Geschichte

### Einwohner
Die ersten Siedler auf der Halbinsel Samaná, ein zu den Arawak gehörendes Volk namens Taíno, kamen aus Venezuela. Nach der spanischen Eroberung wurden die Taíno jedoch durch Krankheit und Kämpfe fast ausgerottet, obwohl es eine Vermischung mit den Spaniern gab. Mit dem Wunsch nach Freiheit und auf der Suche nach Arbeit ließen sich 1822 hauptsächlich schwarze Sklaven nieder, die aus England und Philadelphia stammten.

### Ortsname
Die erste Erwähnung der Ortschaft ist auf vornehmlich französische Freibeuter und Bukanier zurückzuführen, welche den Ort von 1630 bis 1693 „La Terrienne“ (die Grundbesitzerin bzw. Gutsbesitzerin) nannten. Danach wurde der Name ins Spanische als „La Terrena“ übernommen und blieb bis ins Jahr 2000 erhalten. Um den Namen etwas zu verschönern, wurde jeweils ein „s“ angehängt, woraus dann der amtliche Name „Las Terrenas“ wurde.

### Verwaltung
Von 1903 bis etwa 1950 war Las Terrenas eine Sektion („Sección“) der Stadt Samaná und wurde danach an Sánchez, ebenfalls als Sektion, übergeben. Durch das Gesetz 185-80 vom 12. November 1980 wurde Las Terrenas mit rund 5.700 Einwohnern zum Stadtbezirk („Distrito Municipal“) der Gemeinde Sánchez heraufgestuft. Ein Verwaltungsrat für den Bezirk („Junta de Distrito Municipal“) wurde aber erst 1984 eingesetzt. Man war der Ansicht, dass Las Terrenas mit rund 14.000 Einwohnern alle Voraussetzungen erfüllt, um eine eigenständige Gemeinde („Municipio“) zu bilden. Dies wurde 1994 im Gesetz 18-96 formuliert, verabschiedet und am 19. September 1996 promulgiert.

### Wirtschaft
Von 1900 bis 1975 bestand das Haupteinkommen in Las Terrenas aus dem Ertrag der Fischerei und Kokosnussplantagen. Der Grundstückpreis wurde damals nach dem Wert seiner Kokosnusspalmen bemessen. Nach 1975 begann der touristische Aufschwung, der hauptsächlich durch Franzosen geprägt war. Dadurch konnten sich, dank der Sprache und als billige Arbeitskraft, auch Haitianer in Las Terrenas ansiedeln. Ab dem Jahr 2007 wurde das Gewicht des Tourismus auf den Kauf von Immobilien als Zweitwohnsitz verlagert. Aus den gebauten Objekten, deren Promotoren hauptsächlich Dominikaner waren, kann man den Beginn einer „Dominikanisierung“ von Las Terrenas ableiten.

## Infrastruktur

### Gesundheitswesen
Neben der privaten Clinica Especializada International gibt es seit 2021 das neue moderne öffentliche Hospital Pablo A. Paulino. Die Erstversorgung sowie ein notwendiges Rezept sind für alle Menschen kostenlos. Lediglich Alter, Name und Nationalität werden erfasst.

### Elektrizität
Die Elektrizitätsversorgung von Las Terrenas wurde erst im Jahre 1994 von der privaten Firma „Luz y Fuerza“ geschaffen. Bis dahin haben sich die Einwohner mit Kerosin- und Gaslampen, mit kleinen Generatoren sowie vereinzelt mit Solaranlagen selbst versorgt.
Da der Strom zu einem großen Teil durch Dieselgeneratoren erzeugt wurde, hat der steigende Ölpreis den Strompreis auf 20 Pesos (0,34 €) pro kWh steigen lassen, was zur Häufung von Beschwerden und Protestaktionen der Konsumenten führte. Der hohe Preis wurde einerseits mit der Monopolstellung der „Luz y Fuerza“ und andererseits mit der fehlenden Steuerbefreiung und den fehlenden Staatssubventionen begründet.
Im Jahre 2014 eskalierte die Situation, wobei bei Straßenkämpfen Tote und Verletzte zu beklagen waren und Teile des Stromnetzes zerstört wurden. Dies führte in einzelnen Gegenden zu mehrtägigen Blackouts. Die darauf folgenden Gespräche mit der „Superintendencia de Electricidad“ (staatliche Kontrollbehörde für Elektrizität) ergaben eine Zusicherung für den Anschluss an das nationale Netz durch eine 34,5-kV-Leitung und die Prüfung der Zähler und Geschäfte der „Luz y Fuerza“. Seit August 2015 ist Las Terrenas mit einer 34,5-kV-Leitung über Sánchez an das „Sistema Eléctrico Nacional Interconectado“ (SENI) (Nationale Stromverbund) angeschlossen.